# 金农
金农（1687年—1763年）。字寿门、一字司农、又字吉金，号冬心先生、稽留山民、曲江外史、昔耶居士、竹泉、古泉、老丁、耻春亭翁、寿道士、莲身居士、龙梭仙客、金二十六郎、仙坛扫花人、金牛湖上诗老、百二砚田富翁、心出家盦粥饭憎、金牛、枯梅庵主、龙梭仙馆旧客、荆蛮民、小善庵主、老金、惜花人、之江钓师、三朝老民、十九松长者、朱阳馆主、纸裘老生等。浙江仁和（今杭州）人，清朝书画家，扬州八怪之一，好游历，長年寓居扬州。

## 生平
康熙二十六年（1687年）出生，一生际遇坎坷，布衣終身。少年受业于何焯，并与丁敬等相交，乾隆元年（1736年）荐举博学鸿词科，入京未试而返。
他博学多才，善诗、古文，精鉴别金石、书画；工隶书，书法淳朴，楷书自创一格，有隶意，号称漆書；亦能篆刻，得秦汉法；五十岁后开始画竹、梅、鞍马、佛像、人物、山水。尤精墨梅。具造诣新奇，笔墨朴质，别开蹊跷；所作梅花，枝多花繁，生机勃发，古雅拙朴。
乾隆二十八年（1763年），歿於揚州佛舍。弟子罗聘扶柩归葬于杭州临平黄鹤山。

## 作品
《东萼吐华图》、《空捍如洒图》、《腊梅初绽图》、《玉蝶清标图》、《铁轩疏花图》、《菩萨妙相图》、《琼姿俟赏图》、《佛画说经图》等。著述有《冬心诗钞》、《冬心随笔》、《冬心画梅题记》、《冬心画马记》、《冬心杂著》等书。